# Bolax gummifera
Espèce
Bolax gummifera est une espèce de plantes à fleurs dicotylédones de la famille des Apiaceae (Ombellifères), originaire d'Amérique du Sud.

## Étymologie
- L'épithète spécifique « gummifera » est un terme latin qui signifie « qui produit de la gomme »[2].

## Description
Bolax gummifera est un arbrisseau vivace, cespiteux, qui forme des coussins très denses, surélevés, formés de branches très ramifiées, mesurant généralement 20 à 30 cm de diamètre, mais pouvant pour les plantes les plus âgées atteindre plusieurs mètres de diamètre. Les feuilles petites (de 2 à 5 mm de long), trifoliées à folioles ovales, obtus, aux pétioles larges et charnus, forment des rosettes à l'extrémité des ramifications. Les fleurs blanc-vert, petites, sont groupées en ombelles de 2 à 4 fleurs. Le fruit est composé de deux méricarpes à 4 ailes étroites,. 
C'est une espèce dioïque. La plante fleurit à la fin du printemps et de l'été.

## Distribution et habitat
L'aire de répartition de Bolax gummifera comprend, à la pointe sud de l'Amérique du Sud, les provinces de Santa Cruz et la Terre de Feu et les îles antarctiques (Argentine), la région de Magallanes (Chili), ainsi que les  îles Malouines.
La plante se rencontre dans les prairies et pierriers, du niveau de la mer à 3 500 mètres d'altitude.
Les coussins atteignent de grandes dimensions, ce qui en fait l’une des espèces ayant la couverture la plus étendue dans la région alpine andine.

## Taxinomie

### Synonymes
Selon  The Plant List (22 avril 2019)  :
- Azorella caespitosa Vahl
- Azorella glebaria A.Gray
- Azorella triscuspidata Lam.
- Bolax columnifer Gand.
- Bolax glebaria Comm. ex Gaudich.
- Caucalis gummifera (Lam.) Lag.
- Chamitis complicata Banks & Sol. ex Hook.f.
- Hydrocotyle gummifera Lam. (basionyme)

## Utilisation
Bolax gummifera est récoltée à l'état sauvage pour des utilisations médicinales et parfois alimentaires.
Une oléo-résine odorante est obtenue à partir d’incisions pratiquées à la base de la tige principale. Elle aurait des propriétés antispasmodiques et désobstruantes.
La plante, à croissance lente, qui peut constituer des tapis denses recouvrant le sol, est aussi cultivée comme plante ornementale couvre-sol. 